# Irak i olympiska sommarspelen 1960
Irak deltog i de olympiska sommarspelen 1960 med en trupp bestående av 21 deltagare. De erövrade en bronsmedalj.

## Medaljer

### Brons
- Abdul-Wahid Aziz - Tyngdlyftning